# Luiza Złotkowska

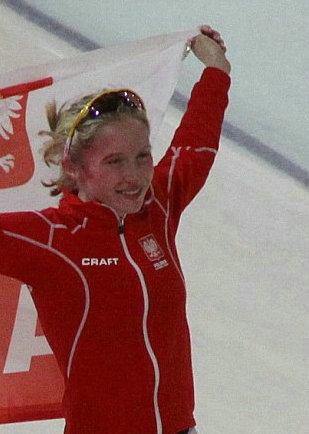
Luiza Złotkowska na het behalen van de bronzen medaille ploegenachtervolging.

Luiza Złotkowska (Warschau, 25 mei 1986) is een voormalig Poolse langebaanschaatsster. Ze is een echte allroundster en individueel geen hoogvlieger, maar succesvol op de ploegenachtervolging.
Złotkowska nam deel aan de Olympische Winterspelen van 2010 in Vancouver. Ze werd 24e op de 3000 meter en op de 1500 meter eindigde ze als 34e. Maar het hoogtepunt was de ploegenachtervolging, want daarop pakte ze samen met Katarzyna Bachleda-Curuś en Katarzyna Woźniak de bronzen medaille. Dit was de derde Poolse schaatsmedaille op de Olympische Winterspelen. Deze derde medaille is pas vijftig jaar na de andere twee gehaald, nadat Elwira Seroczynska in 1960 in Squaw Valley zilver pakte op de 1500m meter voor vrouwen. Op datzelfde onderdeel pakte Helena Pilejczyk toen de bronzen plak.
Verder deed Złotkowska al vijfmaal mee aan het Europees allround kampioenschap. Haar beste prestatie was in 2011 in Collalbo, toen eindigde ze als 8e. Daardoor mocht ze voor het eerst deelnemen aan het Wereldkampioenschap allround en eindigde ze, in Calgary, op de 19e plaats. Ook reed de Poolse tweemaal het Wereldkampioenschap afstanden, maar zowel in 2009 als in 2011 kon ze niet meestrijden om de medailles.
In eigen land laat Złotkowska zien dat ze tot de beste Poolse allroundschaatssters van haar lichting, ze heeft namelijk verscheidende nationale titels gewonnen. In 2009 en 2011 won ze het Poolse allround kampioenschap. Verder bemachtigde ze in totaal drie afstandtitels, op de 1000, 3000 en 5000 meter. Ook behaalde ze al eenentwintigmaal de zilveren medaille en eindigde ze negen keer op de derde plaats.

## Persoonlijke records
| Afstand    | Tijd    | Datum            | Baan           |
| ---------- | ------- | ---------------- | -------------- |
| 500 meter  | 39,43   | 28 februari 2015 | Calgary        |
| 1000 meter | 1.15,46 | 10 november 2013 | Calgary        |
| 1500 meter | 1.54,77 | 16 november 2013 | Salt Lake City |
| 3000 meter | 4.02,37 | 15 november 2013 | Salt Lake City |
| 5000 meter | 7.07,02 | 18 februari 2011 | Salt Lake City |

## Resultaten
| Jaar | EK allround          | WK allround          | WK afstanden                                   | Olympische Spelen                                  | Wereldbeker                            | WK junioren          |
| ---- | -------------------- | -------------------- | ---------------------------------------------- | -------------------------------------------------- | -------------------------------------- | -------------------- |
| 2002 |                      |                      |                                                |                                                    |                                        | NC22 (26, 17, 22, -) |
| 2003 |                      |                      |                                                |                                                    |                                        | NC29 (28, 32, 25, -) |
| 2004 |                      |                      |                                                |                                                    | NC28 (30, 27, 28, -)                   |                      |
| 2005 |                      |                      |                                                |                                                    | NC31 (17, 36, 27, -)                   |                      |
| 2006 | NC23 (25, 23, 23, -) |                      |                                                |                                                    |                                        |                      |
| 2007 | NC17 (19, 18, 17, -) |                      | 7e achtervolging                               |                                                    | 47e 1500m 39e 3k/5k                    |                      |
| 2008 |                      |                      | 6e achtervolging                               | 53e 1500m 47e 3k/5k                                |                                        |                      |
| 2009 | NC16 (16, 14, 16, -) |                      | 19e 1500m 8e achtervolging                     | 34e 1500m 35e 3k/5k                                |                                        |                      |
| 2010 | NC14 (14, 11, 9, -)  |                      |                                                | 34e 1500m · 24e 3000m · achtervolging              | 31e 1500m 26e 3k/5k                    |                      |
| 2011 | 9e (12, 12, 11, 8)   | NC19 (15, 15, 18, -) | 18e 1500m 17e 3000m 12e 5000m 7e achtervolging |                                                    | 34e 1500m 18e 3k/5k                    |                      |
| 2012 | NC17 (17, 18, 14, -) |                      | 21e 1500m · achtervolging                      | 36e 1500m 39e 3k/5k                                |                                        |                      |
| 2013 | NC13 (12, 14, 13, -) | NC14 (11, 16, 12, -) | 16e 1500m · 17e 3000m · achtervolging          | 25e 1500m 36e 3k/5k                                |                                        |                      |
| 2014 | NC12 (13, 14, 8, -)  | NC9 (14, 8, 7, -)    |                                                | 29e 1000m · 11e 1500m · 18e 3000m · achtervolging  | 40e 1000m 11e 1500m 14e 3k/5k          |                      |
| 2015 |                      | NC12 (14, 10, 10, -) | 9e 1500m 9e 3000m                              |                                                    | 46e 500m 30e 1000m 11e 1500m 18e 3k/5k |                      |
| 2016 | NC10 (9, 10, 7, -)   | NC14 (19, 11, 12, -) | 13e 3000m 24e massastart 5e achtervolging      | 47e 1000m 17e 1500m 20e 3k/5k 7e massastart        |                                        |                      |
| 2017 |                      | NC16 (11, 18, 15, -) | 13e 1500m 7e massastart                        | 51e 1000m 19e 1500m 32e 3k/5k 13e massastart       |                                        |                      |
| 2018 |                      | NC14 (17, 17, 5, -)  |                                                | 17e 1500m 14e 3000m 9e massastart 7e achtervolging | 36e 1500m 45e 3k/5k                    |                      |

- = geen deelname
NC# = niet gekwalificeerd voor de laatste afstand, maar wel als # geklasseerd in de eindrangschikking
(#, #, #, #) = afstandspositie op allroundtoernooi (500m, 3000m, 1500m, 5000m) of op juniorentoernooi (500m, 1500m, 1000m, 3000m).
- Nationale Bibliotheek van Polen: a0000003026979
- Virtual International Authority File: 315535722